# Antoine Baudouin
Pour les articles homonymes, voir Baudouin.
Antoine Baudouin est un ingénieur du son et un monteur son français.

## Filmographie (sélection)
- 2010 : Joseph et la Fille de Xavier de Choudens
- 2012 : La Pirogue de Moussa Touré
- 2014 : Les Combattants de Thomas Cailley
- 2015 : Demain de Cyril Dion et Mélanie Laurent
- 2016 : La Folle Histoire de Max et Léon de Jonathan Barré
- 2017 : L'Atelier de Laurent Cantet
- 2017 : Sous le même toit de Dominique Farrugia

## Distinctions

### Nominations
- César 2015 : César du meilleur son pour Les Combattants
- César 2019 :  César du meilleur son pour Guy, avec Yves-Marie Omnès et Stéphane Thiébaut